# Honda Accord (5. generation)
Honda Accord er en stor mellemklassebil fra den japanske bilfabrikant Honda. Femte generation kom på markedet i marts 1993 og blev bygget frem til oktober 1998.

## Sedan
Femte generation af Accord sedan blev introduceret på de forskellige regionale markeder i en mangfoldighed som ingen Honda-model før. Såvel teknisk som optisk set er der betydelige forskelle.
I hjemlandet Japan kom den nye, sportsligere end forgængerne designede, Accord sedan først på markedet i 1993 − nogle måneder senere end den europæiske version. I denne form kom bilen i første omgang også i Nordamerika og udenfor Europa på markedet. Modellen adskiller sig fra den japanske udgave udelukkende i udstyret. Dette ændrede sig dog i 1994, hvor en V6-motor blev tilføjet det nordamerikanske modelprogram. Denne motor behøver mere plads i motorrummet, så forvognen var nødt til at hæves. Forskærme, motorhjelm, kølergrill og kofangere blev modificeret, og karrosseriet voksede nogle få centimeter i længden.

### Europa
Den i Europa byggede Accord sedan fra modelår 1993 ser derimod meget anderledes ud. Modellen er ikke baseret på den japanske Accord sedan, men derimod på Ascot Innova. Og i første omgang kom den europæiske version udelukkende med kraftigere motorer med slagvolume på 2,0 og 2,3 liter. Først i 1996 kom der en basismodel med 1,8-litersmotor.
Med faceliftet i foråret 1996, som primært medførte et ændret frontparti, forsvandt 2,3 liters DOHC-motoren fra programmet og blev afløst af en næsten lige så stærk 2,2-liters VTEC-motor. Samtidig tilbød Honda for første gang også en dieselmotor. Motoren med turbolader kommer fra Rover. Et facelift af alle sedanversioner i år 1996 gled udseendet, frem for alt i området ved kølergrillen, ud igen.

#### Rover 600
Som en del af samarbejdet med Rover Group kom den europæiske Accord fra 1993 til at danne basis for afløseren for Austin Montego. Bilen med navnet 600 deler platform med Accord. Interiøret i Rover 600 ligner meget Accord, mens instrumentbrættet er helt identisk.

## Coupé
I år 1994 udvidede Honda Accord-programmet med en todørs coupé.
Bilen blev udviklet i USA og udelukkende bygget der. Coupéen er baseret på den japanske version af Accord sedan og findes alt efter marked med fire forskellige motorer. I Japan og Nordamerika fejrede VTEC-teknologien dermed sin premiere.

## Aerodeck/Wagon
I 1994 blev Accord-serien ligeledes suppleret med en rummelig stationcar. Bilen blev udviklet i USA og udelukkende bygget der. I Europa fik modellen navnet Accord Aerodeck, hvor den i resten af verden hedder Accord Wagon. Basis for Aerodeck er − ligesom Coupé − den japanske sedan. Udenfor Europa findes Wagon kun med 2,2-litersmotor med eller uden VTEC-teknologi. Kun i Europa blev der udover 2,2'eren også solgt en 2,0-litersmotor, hvor den store motor udgik i 1996.

## Sikkerhed
Det svenske forsikringsselskab Folksam vurderer flere forskellige bilmodeller ud fra oplysninger fra virkelige ulykker, hvorved risikoen for død eller invaliditet i tilfælde af en ulykke måles. I rapporterne Hur säker är bilen? er/var Accord i årgangene 1994 til 1998 klassificeret som følger:
- 2005: Mindst 15 % større sikkerhed end middelbilen[3]
- 2007: Mindst 20 % større sikkerhed end middelbilen[4]
- 2009: Mindst 20 % større sikkerhed end middelbilen[5]
- 2011: Mindst 30 % større sikkerhed end middelbilen[6]
- 2013: Mindst 20 % større sikkerhed end middelbilen[7]
- 2015: Mindst 20 % større sikkerhed end middelbilen[8]
- 2017: Mindst 20 % større sikkerhed end middelbilen[9]
- 2019: Mindst 20 % større sikkerhed end middelbilen[10]

## Modeller/motorer
| Model         | Modelkode | Udførelse | Cylindre | Ventiler | Slagvolume cm³ | Max. effekt kW (hk) / omdr. | Max. drejningsmoment Nm / omdr. | Motorkode | 0-100 km/t sek. | Topfart km/h | Byggeår     |
| ------------- | --------- | --------- | -------- | -------- | -------------- | --------------------------- | ------------------------------- | --------- | --------------- | ------------ | ----------- |
| Benzinmotorer |           |           |          |          |                |                             |                                 |           |                 |              |             |
| 1.8 i         | CE7       | Sedan     | 4        | 16       | 1850           | 85 (115) / 5500             | 158 / 4200                      | F18A3     | 11,3            | 195          | 1996 − 1998 |
| 2.0 i         | CC7       | Sedan     | 4        | 16       | 1997           | 85 (115) / 5300             | 172 / 4200                      | F20Z2     | 10,8            | 197          | 1993 − 1996 |
| 2.0 i S       | CC7       | Sedan     | 4        | 16       | 1997           | 96 (131) / 5400             | 178 / 4800                      | F20Z1     | 10,2            | 200          | 1993 − 1996 |
| 2.0 i LS      | CE8       | Sedan     | 4        | 16       | 1997           | 96 (131) / 5400             | 178 / 4800                      | F20Z1     | 10,2            | 200          | 1996 − 1998 |
| 2.0 i         | CD9       | Coupé     | 4        | 16       | 1997           | 100 (136) / 5600            | 184 / 4500                      | F20B      | 10,2            | 200          | 1994 − 1998 |
| 2.0 i         | CE2       | Aerodeck  | 4        | 16       | 1997           | 100 (136) / 5400            | 182 / 4200                      | F20B3     | 9,2             | 193          | 1994 − 1997 |
| 2.2 i VTEC    | CE9       | Sedan     | 4        | 16       | 2156           | 110 (150) / 5600            | 200 / 4600                      | F22Z2     | 9,0             | 210          | 1996 − 1998 |
| 2.2 i ES      | CD8       | Coupé     | 4        | 16       | 2156           | 110 (150) / 5600            | 198 / 4500                      | F22B5     | 9,5             | 207          | 1994 − 1998 |
| 2.2 i         | CE1       | Aerodeck  | 4        | 16       | 2156           | 110 (150) / 5600            | 198 / 4500                      | F22B5     | 8,9             | 205          | 1994 − 1996 |
| 2.3 i SR      | CC7       | Sedan     | 4        | 16       | 2259           | 116 (158) / 5800            | 206 / 4500                      | H23A3     | 8,3             | 216          | 1993 − 1996 |
| Dieselmotorer |           |           |          |          |                |                             |                                 |           |                 |              |             |
| 2.0 TDI       | CF1       | Sedan     | 4        | 8        | 1994           | 77 (105) / 4200             | 210 / 2000                      | 20T2N     | 11,6            | 185          | 1996 − 1998 |

1. ↑  Motor fra Rover